# Pupitre

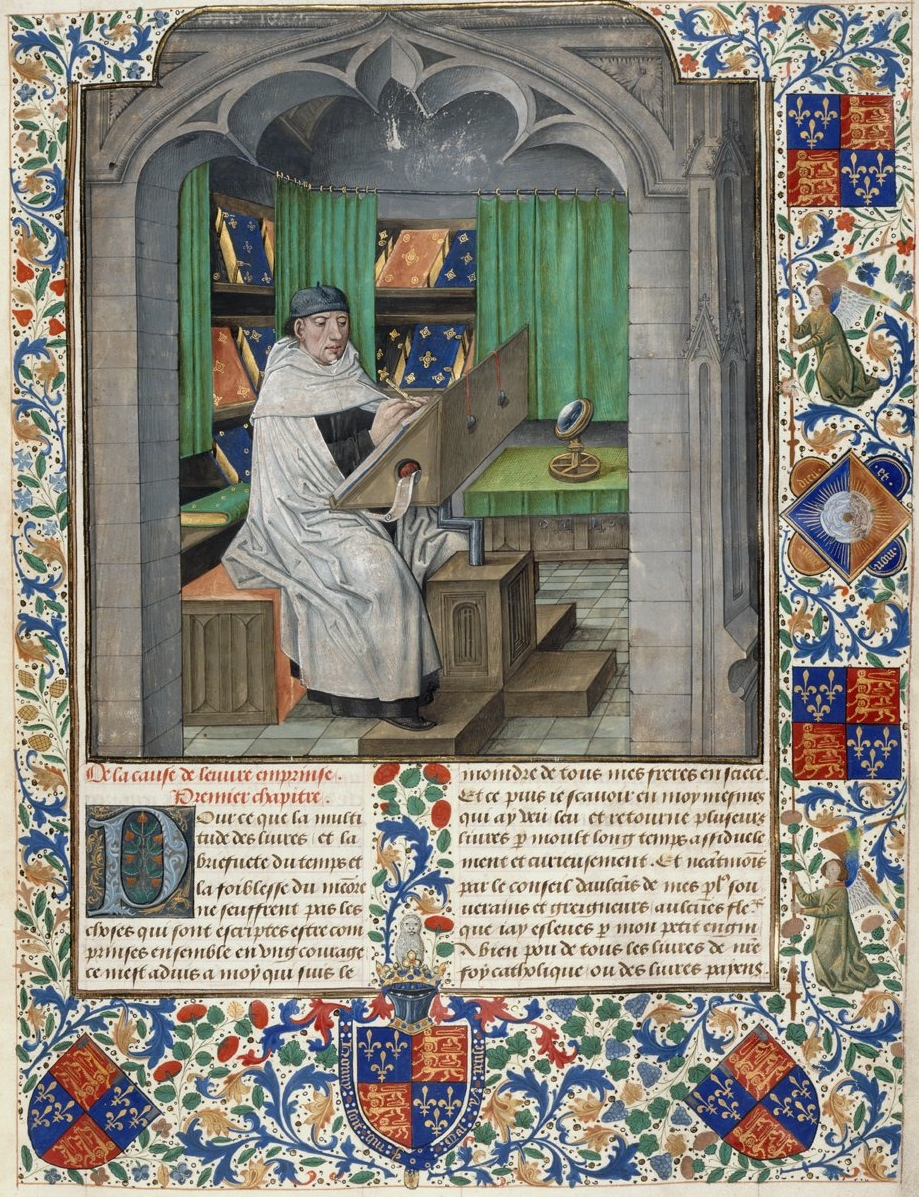
El monge Vicent de Beauvais (±1190–1264) al seu pupitre

El pupitre és un moble, tradicionalment de fusta, amb la tapa formant un pla inclinat, sobre la qual hom posa el paper per escriure més còmodament. Els pupitres d'escola generalment eren fetes per a dos alumnes amb un forat per a posar el tinter, o de vegades amb dos tinters, sense pensar en alumnes esquerrans. Un/a «company/a de pupitre» és algú amb qui hom va compartir durant un any o més el pupitre, el que sovint va crear amistat i complicitat enllà de la carrera escolar.

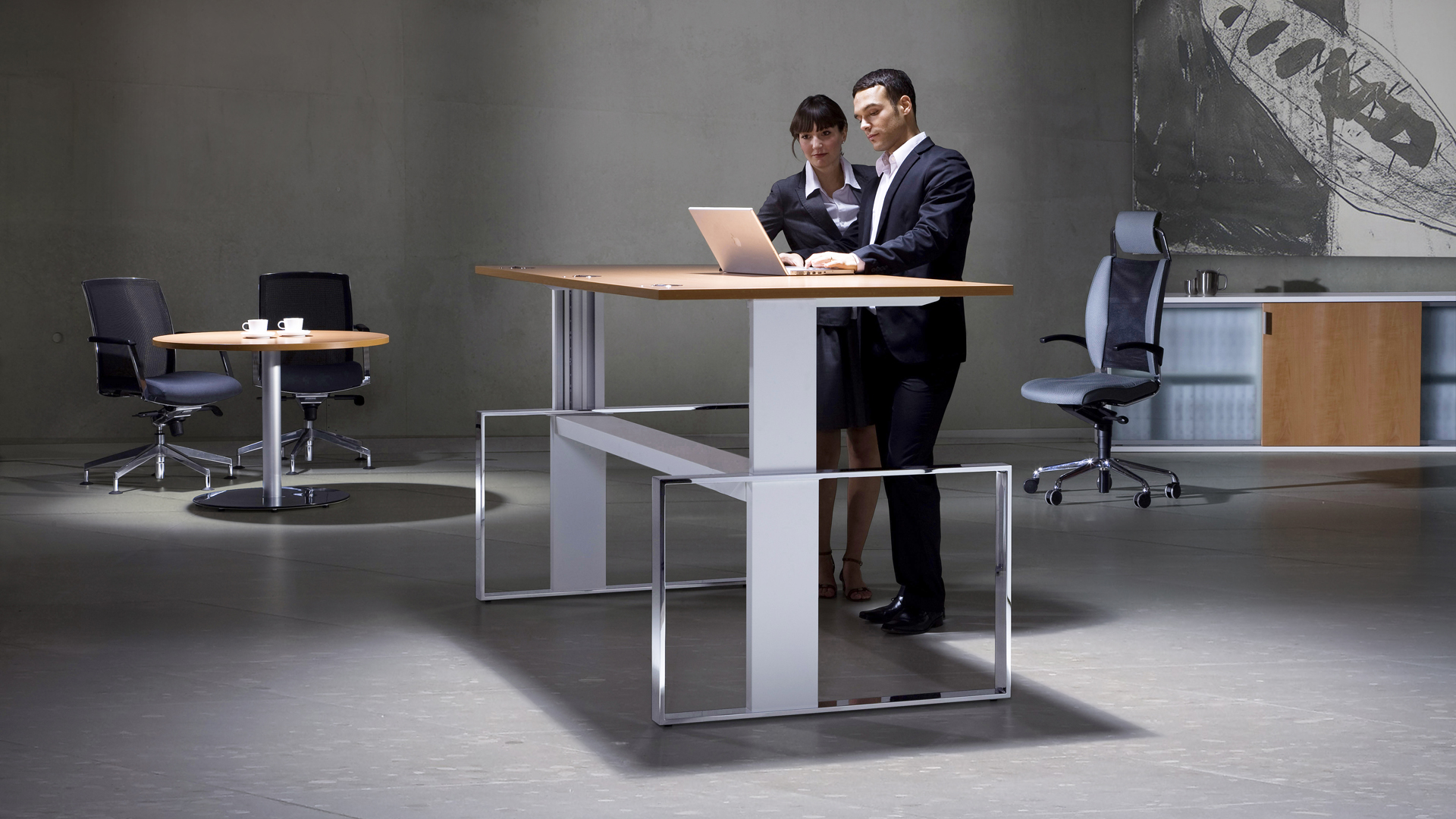
Pupitre modern
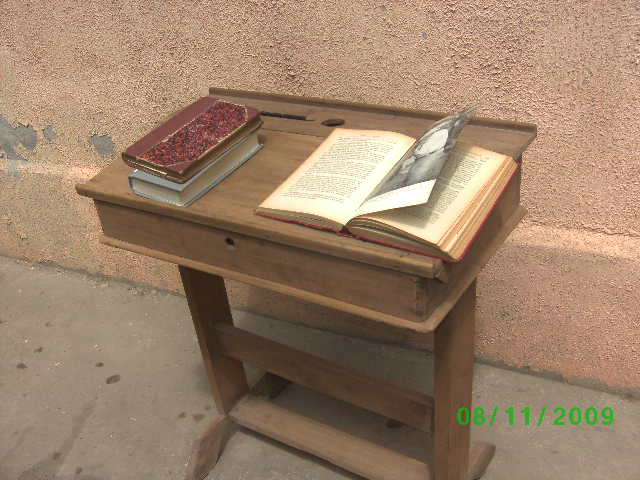
Pupitre d'escola tradicional
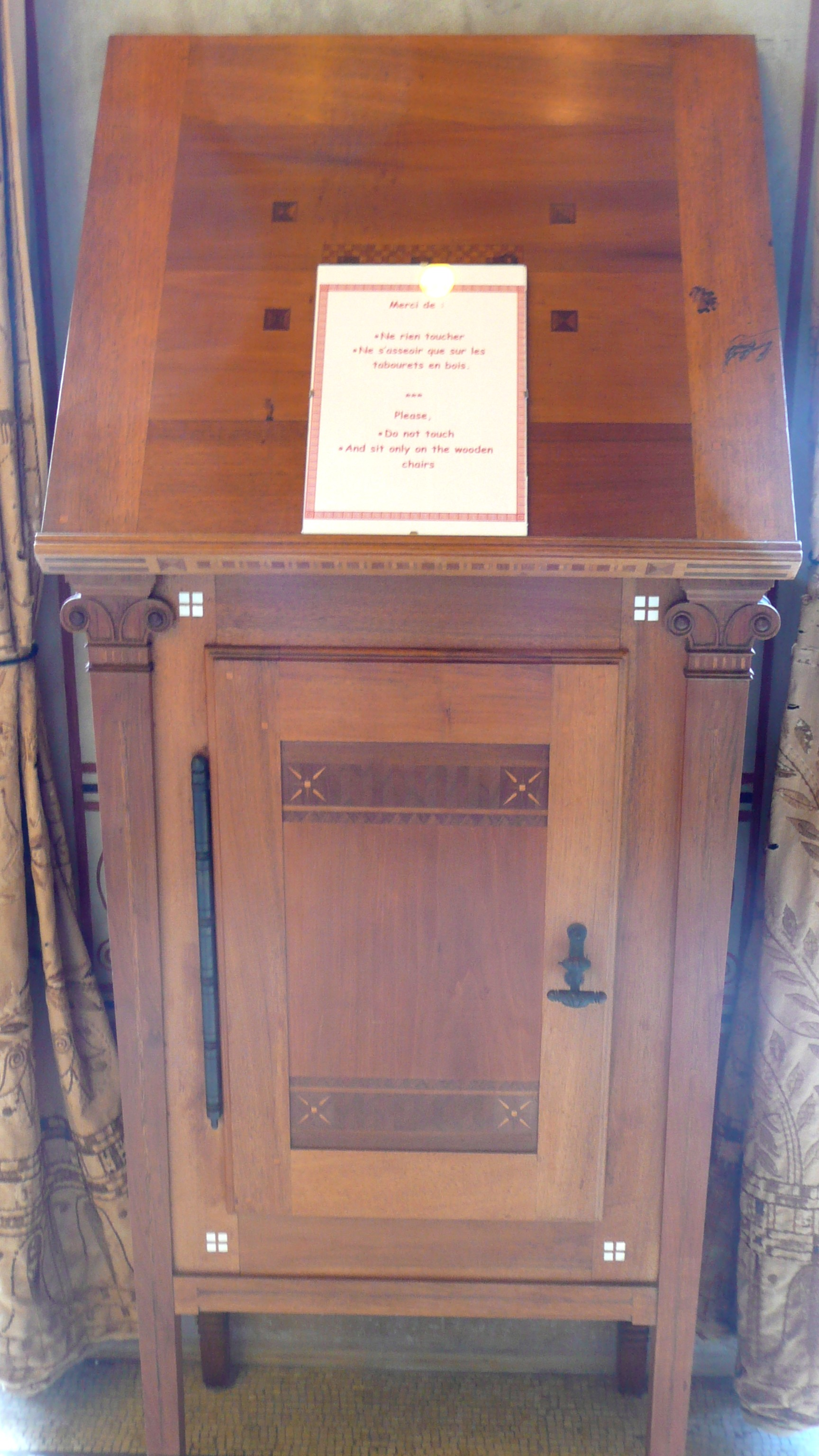
Pupitre per escriure dempeus